# Flygstaben (gamla)
Flygstaben (FS) var en högre ledningsstab inom svenska flygvapnet som verkade i olika former åren 1936–1994. Förbandsledningen var förlagd i Stockholms garnison i Stockholm.

## Historik
Redan 1930 utfärdades en instruktion för stabens arbete. Flygstaben bildades officiellt den 1 juli 1936 som ett resultat av försvarsbeslutet 1936 och skulle handlägga ärenden av allmän natur. Samtidigt ombildades alla flygkårer till flottiljer, och det bildades en Flygförvaltning (FF).
Flygstaben bestod vid bildandet 1936 av en chefsexpedition, en organisationsavdelning (avd I), en utbildningsavdelning (avd II), en underrättelseavdelning (avd III), och en flygavdelning (SFA), senare tillkom en operativ avdelning. Organisationen ändrades i och med att antalet flygflottiljer och personalstyrkan växte. Staben skulle förse Chefen för Flygvapnet (CFV) med beslutsunderlag. För att leda arbetet vid staben inrättades tjänsten Chefen för flygstaben, som skulle handlägga allt som ur militär synpunkt berörde flygförbandens användning, deras övningar, organisation, flygfält, personal med mera.
För att personalen vid staben skulle upprätthålla flygkunskaperna placerades ett antal träningsflygplan vid Barkarby flygfält. När Svea flygflottilj (F 8) bildades 1938 upphörde Stabens flygavdelning (SFA) som ett eget självständigt flygförband, och överfördes till Svea flygflottilj där det bildade 4:e division vid flottiljen.
Den 30 juni 1994 upplöstes och upphörde Flygstaben som stab och myndighet. I dess ställe bildades den 1 juli 1994 Flygvapenledningen, ingående i det nybildade Högkvarteret.
I februari 2018 föreslog Försvarsmakten i sitt budgetunderlag för 2019 till regeringen en omorganisation av Försvarsmaktens ledning. Förslaget var bland annat utformat med en ny ledning och nya organisationsenheter på nya orter. Det för att ge bättre förutsättningar för en robust och uthållig ledning. De nya organisationsenheter som Försvarsmakten önskade bilda föreslogs benämnas arméstaben, flygstaben samt marinstaben. Dessa skulle bildas genom en sammanslagning av produktionsledning och insatsledning, samt andra kompletterande delar från bland annat Högkvarteret och Försvarets materielverk. Staberna föreslogs bildas den 1 januari 2019 och ledas under en arméchef, en marinchef och en flygvapenchef.

## Förläggningar och övningsplatser
Huvuddelen av Flygstaben var åren 1943–1981 belägen i byggnaden Tre Vapen på Banérgatan 62-64, samt på sex andra platser i Stockholmsområdet. År 1981 flyttades staben till den då nyuppförda byggnaden "Bastionen" vid Lidingövägen 24 i Stockholm, vilken sedan 1994 Högkvarteret är förlagd till.
Lokaliseringsort för den nya flygstaben föreslogs av Försvarsmakten att etableras i Uppsala garnison. Där staben kommer flytta in till tre större vita byggnader i den södra delen av flottiljområdet, vilka ursprungligen uppfördes under 1940-talet till Flygkadettskolan (F 20). Det var två flyglar med kadettbostäder och däremellan en byggnad med lektionssalar och administrativa lokaler. I övervåningen fanns en större skrivsal som även användes vid fester. Några hundra meter norr om skolhuset låg kadettmässen, en låg vit byggnad.

## Förbandschefer

### Chefer för flygstaben
Förbandschefen titulerades Chefen för flygstaben och hade tjänstegraden generalmajor.

- 1936–1942: Bengt Nordenskiöld
- 1942–1947: Axel Ljungdahl
- 1947–1957: Gustaf Adolf Westring
- 1957–1960: Lennart Peyron
- 1960–1964: Stig Norén
- 1964–1966: Gösta Odqvist
- 1966–1970: Claës-Henrik Nordenskiöld
- 1970–1973: Dick Stenberg
- 1973–1978: Hans Neij
- 1978–1980: Erik Nygren
- 1980–1984: Evert Båge
- 1984–1987: Bengt Lönnbom
- 1987–1990: Bert Stenfeldt
- 1990–1994: Bernt Östh
- 1993–1994: Kjell Nilsson [c]

### Souschefer vid flygstaben
Åren 1943–1966 fanns souschef som befattning vid flygstaben. Souschefen var en ställföreträdande chef och hade tjänstegraden överste.

- 1943–1948: Karl Silfverberg
- 1948–1951: Torsten Rapp
- 1951–1953: Greger Falk
- 1953–1959: Stig Möller
- 1959–1961: Gösta Odqvist
- 1961–1966: Nils Personne

## Namn, beteckning och förläggningsort
| Flygstaben | 1936-07-01 | – | 1994-06-30 |

| FS | 1936-07-01 | – | 1994-06-30 |

| Stockholms garnison | 1936-07-01 | – | 1994-06-30 |